# Le Destin d'un homme (nouvelle)
Le Destin d'un homme (en russe Судьба человека - Soudba Tcheloveka) est une nouvelle de Mikhaïl Cholokhov parue en 1956-57. Elle donne le récit d'un soldat, Andreï Sokolov, fait prisonnier et échappant aux Allemands. Cholokhov a basé la nouvelle sur une histoire vraie.

## Résumé
Le narrateur fait passer son véhicule sur un bac au moment du dégel. Il rencontre un homme marqué par l'expérience et un enfant, bloqués de l'autre côté de la rive. L'homme, Andreï Sokolov, fait alors le récit de sa guerre.
C'est un bon travailleur; il fonde une famille avec sa femme et devient un étudiant en mécanique, jusqu'à devenir chauffeur de camions. Il saura utiliser cette compétence au moment de la guerre. En transportant des obus vers les batteries, il est blessé et se fait prendre par les Allemands.
Se comportant honnêtement, étouffant un traître qui voulait vendre les commissaires politiques faits prisonniers aux Allemands, tâchant d'échapper à la captivité et au travail d'épuisement dévolu aux prisonniers de guerre russes, il parvient à se faire embaucher comme chauffeur personnel d'un officier allemand et à le livrer aux unités d'avant-garde russe.
Alors qu'il croyait retrouver sa famille, il s'aperçoit que la maison familiale a été bombardée. Seul un fils a survécu, qui s'est engagé dans l'armée et grâce à ses dons en mathématiques, à son travail et à sa détermination est devenu officier. Malheureusement, son père ne pourra le retrouver vivant, et il ne peut que serrer son cadavre, le jour même de la capitulation allemande...
Plutôt que de se laisser aller à un désespoir personnel, rencontrant un gamin qui traîne, visiblement orphelin, il décide de l'adopter.

## Commentaires
Nouvelle simple, patriotique et mélodramatique, le point de vue adopté est celui d'Andreï Sokolov, un homme du peuple crâneur et sentimental aux expressions souvent argotiques, et non celui du narrateur, qui ne fait que recueillir son récit.
Plusieurs passages obligés des romans de guerre soviétique l'émaillent ; ainsi également des Allemands de la Volga à qui s'apparente un personnage de chef SS, parlant parfaitement le russe "comme un vrai de la Volga".[réf. nécessaire]

## Adaptation cinématographique
Une adaptation au cinéma, réalisée par Serguei Bondartchouk, en a été tirée en 1959.

## Éditions
- En France : Le Destin d'un homme, éditions du Progrès, Moscou, 1967 : la nouvelle fait partie d'un recueil de cinq auteurs soviétiques.